# Lucky Luke
 For alternative betydninger, se Lucky Luke (flertydig). (Se også artikler, som begynder med Lucky Luke)
Lucky Luke er en populær humoristisk western-tegneserie om en cowboy ved navn Lucky Luke. Serien blev skabt i 1946 af den belgiske tegner Morris, hvis rigtige navn var Aldus Maurice de Bevère. Der har været forskellige forfattere, men tegneseriens guldalder skete sammen med René Goscinny som forfatter. Serien kører stadig, men efter Morris død i 2001 tegnes den nu af Achdé.
Tegneserien har dannet grundlag for flere lange tegnefilm, tegnefilmserier, spillefilm og en tv-serie.

## Persongalleri
Lucky Luke og Jolly Jumper er fast inventar i alle album, men flere andre figurer optræder ved flere lejligheder:
Lucky Luke er en ægte western-helt. Han trækker hurtigere end sin egen skygge og rammer altid plet. Han er godhjertet, hjælpsom, stærk, heldig og kvik. Han er en fjende af enhver desperado, som han jager uden nåde for at sætte dem i fængsel. Og så er han med egne ord "en stakkels ensom cowboy langt langt hjemmefra".
Jolly Jumper er Lucky Lukes trofaste hest. Som sin rytter er han kvik og hurtigere end sin egen skygge. Med tiden har han fået evnen til at tale og har jævnligt en passende ironisk eller tænksom bemærkning.
Ratata er hunden, der er dummere end sin egen skygge. Han er fængselshund og ledsager ofte Lucky Luke i jagten på Dalton-brødrene, ikke fordi han er tjenstivrig (han er mest ivrig når det er spisetid!) men gennem talløse misforståelser. Ratata har også et spin-off i form af sin egen tegneserie.
Dalton-brødrene er Lucky Lukes ærkefjender. De fire desperado-brødre er ens af ansigt men karakteriseres ved, at den ene er højere og dummere end den anden. Brødrene anføres af den lille koleriske Joe, der ofte har problemer med den lange dumme og evigt sultne Averell. Ind imellem de to er Jack og William, der både har noget af Joes ivrighed og noget af Averells dumhed. Dalton-brødrene, som går igen i serien, er fætre til de mere kendte Dalton-brødre, der er baseret på virkelige personer. Men deres fætre blev dræbt af Lucky Luke i tegneserien.
Ma Dalton er Dalton-brødrenes mor og ligeså kriminel som sine børn. Hendes kat hedder Sweety.
Billy the Kid er en nærmest barnlig men også farlig desperado.
Bedemænd er der en del af gennem serien, men Mathias Bones er nu den faste, selv om han tilsyneladende ofte skifter by. Gribbe og lugten af formalin følger ham dog overalt.

## Historierne
Tegneserien består delvis af korte historier og delvis af længere historier, der fylder et helt tegneseriealbum. 

## De danske Lucky Luke-album
Lucky Luke er blevet udgivet i albumform på dansk siden 1971. Nr. 1-55 blev udgivet af Interpresse, nr. 56-57 af Carlsen og nr. 58-74 af Egmont Serieforlaget. Egmont har desuden genudgivet nogle af de ældre album, i visse tilfælde med nye titler. Siden 2010 er serien blevet udgivet af Cobolt, der har trykt de nyere album i indbundet form og uden nummerering. Numrene 75 og fremefter i oversigten nedenfor er derfor uofficielle.

### Et Lucky Luke-pletskud
Cobolt genudgiver også Morris og Goscinnys album på tilsvarende vis fra efteråret 2024 under titlen – et Lucky Luke-pletskud af Morris & Goscinny.
Albummet med originaltitlen Le pont sur le Mississippi blev på dansk udgivet under den noget forvirrende titel Floden over Mississippi
1. Diligencen (La Diligence)
2. Dalton City (Dalton City)
3. Grønskollingen (Le pied-tendre)
4. Jesse James (Jesse James)
5. Apache-kløften (Canyon Apache)
6. Western Circus (Western Circus)
7. Billy the Kid (Billy the Kid)
8. Dalton-brødrene forbedrer sig (Le Daltons se Rachètent)
9. Dalton-brødrene i Mexico (Tortillas pour les Daltons)
10. Calamity Jane (Calamity Jane)
11. Billy the Kid får eskorte (L’escorte)
12. Ma Dalton (Ma Dalton)
13. Dalton-brødrenes hævn / Hævnerne (L’évasion des Dalton)
14. Pigtråd over prærien (Les Barbelés sur la Prairie)
15. Penge til Ratata / Ratatas arv (L’eritage de Rartanplan)
16. Dommeren (Le Juge)
17. Dusørjægeren / Dusørhajen (Chasseur de primes)
18. På sporet af Dalton-brødrene (Sur la piste des Dalton)
19. Storfyrsten (Le grand duc)
20. Spøgelsesbyen (La ville fantome)
21. I boretårnets skygge (A L’ombre des derricks)
22. Karavanen (La Caravane)
23. De sorte bjerge (Les collines noires)
24. Den hvide kavaler (Le cavalier blaue)
25. Dalton-brødrene i den kolde sne / Dalton-brødrene i sneen (Les Dalton dans les blizzard)
26. Kejser Smith (L’empereur Smith, baseret på "Emperor Norton")
27. Det 20. kavaleri / Det 20. regiment (La 20érme de cavalerie)
28. Vejen til Oklahoma (Rue sur L’Oklahoma)
29. Pyskopater på slap line / Psykopater på slap line (La guérison des Daltons)
30. Dalton-brødrenes fætre (Les cousins Dalton)
31. Slægtsfejden (Les revaux de Painful Gulch)
32. Dalton-brødrene stikker af (Les Dalton courent toujours)
33. En stakkels, ensom cowboy (7 histoires completes)
34. Den syngende tråd (Le fil qui chante)
35. Arizona (Arizona)
36. Mississippi (En remotant le Mississippi)
37. Doc Doxey (L'élixir du Dr Doxey)
38. Joss Jamons bande (Joss Jamon)
39. Dalton-brødrenes skat (Le magot des Dalton)
40. Lange Luke (Lucky Luke contre Phil Defer)
41. Spor over prærien (Des rails sur la prairie)
42. Den enarmede tyveknægt (Le bandit manchot)
43. Falskspilleren (Lucky Luke contre Pat Poker)
44. Sarah Bernardt (Sarah Bernhardt)
45. Blåfødderne kommer (Alerte aux Pieds Bleus)
46. Daisy Town (Daisy Town)
47. De rigtige Dalton-brødre (Hors-la-loi)
48. "Fingers" / Fingers (Fingers)
49. Syv pletskud (La corde du pendu)
50. Daily Star (Le Daily Star)
51. Lucky Luke får en kæreste (La fiancée de Luky Luke)
52. Nitroglycerin (Nitroglycérine)
53. Pony-Ekspressen (Le Pony Express)
54. Rodeo (Rodéo)
55. Alibiet (L'alibi)
56. Den fordømte Ranch (Le ranch maudit)
57. Dalton-brødrenes endelige hævn – og andre historier 
(Les ballae des Dalton et autres historires)
58. Marcel Dalton (Marcel Dalton)
59. Oklahoma Jim (Oklahoma Jim)
60. Profeten (Le prophète)
61. Kunstmaleren (L'artiste-peintre)
62. Revolver Joe – og andre historier! (Sous le ciel de l'ouest)
63. Dalton-brødrene mister hukommelsen (L'amnésie des Dalton)
64. Spøgelsesdiligencen (Chasse aux fantômes)
65. Dalton-brødrene skyder på det hele (Les Dalton à la noce)
66. Floden over Mississippi (Le pont sur le Mississippi)
67. Belle Starr. Forbrydernes Dronning (Belle Star)
68. Lucky Luke i Klondike (Le Klondike)
69. Opgør i Tombstone (O.K. Corral)
70. Dalton-brødrenes westernshow (La légende de l'ouest)
71. Skønne Quebec (La belle province)
72. Kid Lucky (tidligere udsendt som Lucky Kid 1: Lucky Luke som barn)
73. Med rebet om halsen (La corde au cou)
74. Manden fra Washington (L'homme de Washington)
75. Pas på Pinkerton! (Lucky Luke contre Pinkerton)
76. Daltonbrødrene højt på strå (Cavalier seul)
77. Daltononklerne (Les Tontons Dalton)
78. Det forjættede land (La Terre promise)
79. En cowboy i Paris (Un cow-boy à Paris)
80. En ulden affære (Un cow-boy dans le coton)
81. Ratatas ark (L'Arche de Rantanplan)
82. Kammerat Cowboy (Un cow-boy sous pression)

### Et ekstraordinært eventyr med Lucky Luke
Denne serie startede som en fejring af Lucky Lukes 70-års jubilæum. Serien udgives på dansk (og svensk) af Cobolt.
1. Manden der skød Lucky Luke (L'homme qui tua Lucky Luke, af Matthieu Bonhomme)
2. Jolly Jumper svarer ikke (Jolly Jumper ne répond plus, af Guillaume Bouzard)
3. Lucky Luke sadler om (Lucky Luke sattelt um, af Mawil)
4. Wanted Lucky Luke (Wanted Lucky Luke, af Matthieu Bonhomme)
5. Chokoladedrenge (Zarter Schmelz, af Ralf König)
6. Krudtuglerne (Les Indomptés, af Blutch)

## Lucky Luke i kronologisk rækkefølge (genudgivelse fra 2003- )
| - 1946-1950: Arizona 1880 Lucky Luke mod Cigaret-Caesar Dick Diggers guldmine Lucky Luke og hans hest Jolly Jumper Lucky Lukes dobbeltgænger Rodeo Desperado-City Guldfeber i Buffalo Creek Revolver Joe Round-up Den store kamp - 1951-1954 Lucky Luke mod Poker-Pat De lovløse, Tumult i Tumbleweed De rigtige Dalton-Brødre Doc Doxey Menneskejagt Lejemorderen Lucky Luke og 'Pille' - 1955-1957: Spor over prærien Blåfødderne kommer Joss Jamons Bande - 1957-1958: Dalton-brødrenes fætre Dommeren Vejen til Oklahoma - 1958-1960: Hævnerne Mississippi På sporet af Dalton-brødrene - 1960-1961: I boretårnets skygge Fejden i Painful Gulch Billy the Kid - 1961-1962: De sorte bjerge Dalton-brødrene i sneen Dalton-brødrene på krigsstien - 1962-1964: Karavanen Spøgelsesbyen Dalton-brødrene forbedrer sig | - 1964-1965: Det 20. regiment Billy the Kid får eskorte Pigtråd over prærien - 1965-1967: Calamity Jane Dalton-brødrene i Mexico Diligencen - 1967-1969: Grønskollingen Dalton city Riskrigen (korte historier samt den 2. Lucky Luke-film): Riskrigen En udfordring til Lucky Luke Toner fra dalen En tur i byen Lucky Luke og Daltonbrødrene Et godt ord på vejen Li Chi's historie Sherif-skolen - 1969-1971: Jesse James Western Circus Apache-kløften - 1971-1973: Ma Dalton Dusørhajen Storfyrsten - 1973-1975: Ratatas arv 7 Lucky Luke historier Den hvide kavaler - 1975-1977: Psykopater på slap line Kejser Smith Den syngende tråd - 1978-1982: En række små historier - 1980-1982: Dalton-brødrenes skat Den enarmede tyveknægt Sarah Bernhardt | - 1983-1984: Daisy Town Fingers Daily Star - 1985-1987 Lucky Luke får en kæreste. Den hjemsøgte ranch. Nitroglycerin - 1987-1991 Alibiet - og andre historier. Pony-ekspressen. Dalton-brødrene får hukommelsestab - 1992-1994 Spøgelses-diligencen. Dalton-brødrene skyder på det hele. Broen over Mississippi - 1995-1996 Kid Lucky Belle Star Lucky Luke i Klondike - 1997-1998 Opgør i Tombstone Oklahoma Jim Marcel Dalton - 1999-2002 Profeten Kunstmaleren Dalton-brødrenes westernshow - 2003-2007 Den franske kok Skønne Quebec Med rebet om halsen |

## Kid Lucky
I 1995 begyndte en spin-off-serie om Lucky Luke som barn, Kid Lucky. I første omgang udsendtes to album med lange historier, hvorefter serien blev indstillet. Det første album blev udgivet på dansk som Lucky Kid 1: Lucky Luke som barn. Det efterfølgende album, Oklahoma Jim, blev imidlertid udgivet som en del af den almindelige serie. Senere blev det første album så også genudgivet dansk som en del af den almindelige serie med titlen Kid Lucky. Serien blev genoptaget som en særskilt serie i 2011, men nu med album med samlinger af ensides historier.

## Lucky Luke i andre medier

### Lange tegnefilm
- Lucky Luke i Daisy Town (Daisy Town, 1971)
- Lucky Luke og Dalton-brødrene (La Ballade des Dalton, 1978)
- Dalton-brødrene På Flugt (Les Dalton en cavale, 1983)
- Lucky Luke: Mod Vest! (Tous à l'Ouest: Une aventure de Lucky Luke, 2007)

Lucky Luke i Daisy Town dannede senere grundlag for albummet Daisy Town, mens Lucky Luke og Dalton-brødrene kom til at danne basis for titelhistorien i Dalton-brødrenes endelige hævn – og andre historier
Dalton-brødrene På Flugt er baseret på albummene Dalton-brødrene i den kolde sne, Ma Dalton og Dalton-brødrene forbedrer sig. Da Hanna-Barbera udsendte den første tegnefilmserie året efter, blev filmen splittet op i tre afsnit til denne svarende til de tre album.

### Tegnefilmserier
I 1984 udsendte Hanna-Barbera en tegnefilmserie i 26 afsnit løst baseret på forskellige Lucky Luke-album. Yderligere 26 afsnit fulgte i 1991. De første 26 afsnit har været vist på DR1 med dansk tale og er senere udgivet på dvd men nyoversat og nyindtalt. De sidste 26 afsnit blev vist i starten af 1990'erne med dansk tale på den kodede TV-kanal Filmkanalen, der sendte i Hovedstadsområdet. De samme afsnit blev derudover vist på kanalen Filmnet, som var satellit- og kabel-tv-baseret. I disse sidste 26 afsnit overtog Thomas Mørk rollen som Lucky Luke, en rolle som Ove Sprogøe ellers havde haft gennem stort set hele den første sæson.
I 2001 udsendte Xilam en ny tegnefilmserie i 52 afsnit, Nye eventyr med Lucky Luke (Nouvelles aventures de Lucky Luke). Afsnittenes historier i denne serie er nye, men trofaste læsere vil dog kunne nikke genkendende til en række figurer og ideer. Serien har været vist på DR1 og DR Ramasjang med dansk tale og er tillige udsendt på dvd.

### Film og tv-serie
I 1991 lanceredes spillefilmen Lucky Luke med Terence Hill i titelrollen. Året efter fulgte en tv-serie med samme titel i 8 afsnit.
I 2004 fulgte en ny film Dalton Brødrene (Les Dalton) med Til Schweiger som Lucky Luke.
Endnu en spillefilm, også kaldet Lucky Luke, men denne gang med Jean Dujardin i titelrollen havde premiere 21. oktober 2009.

## Ekstern henvisning
- Wikimedia Commons har flere filer relateret til Lucky Luke
- Officiel side hos Dargaud (fransk)
- Lucky Luke på ComicWiki